# 天主教羅德茲教區
天主教羅德茲教區（拉丁語：Dioecesis Ruthenensis）是法國一個羅馬天主教教區，屬圖盧茲總教區。
第一位主教、羅德茲的聖昆坦，見於506年的文獻。1875年5月27日加銜瓦布雷。教區位於阿韋龍省，2010年有教友260,000人（佔轄區總人口95.1%）、三十六個堂區、196名司鐸。現任教區主教為方濟·豐呂。